# Liston-Nunatak
Der Liston-Nunatak ist ein großer und rund 2200 m hoher Nunatak im Palmerland auf der Antarktischen Halbinsel. Er ragt unmittelbar nordwestlich des Heintz Peak in den Welch Mountains auf.
Der United States Geological Survey kartierte ihn im Jahr 1974. Das Advisory Committee on Antarctic Names benannte ihn 1976 nach Commander John M. Liston von der United States Navy, Einsatzoffizier bei den unterstützenden Aktivitäten während der Operation Deep Freeze im Jahr 1969 und verantwortlicher Offizier im Jahr 1970.